# قائمة إصدارات الطوابع في أوكرانيا لسنة 2003
هذه قائمة الطوابع البريدية التي أصدرها البريد الأوكراني للتداول في عام 2003.
في الفترة من 17 يناير إلى 19 ديسمبر 2003، أصدر 65 طابعا بريديا بضمنها 64 طابعًا بريديًا تذكاريًا وطابع دائم (قياسي) من الإصدار السادس (قيمته الاسمية هي الحرف «I» وعادلت في حينها 0.65 هريفنا). طرحت طوابع بريدية للتداول بالقيم التالية:
- 0.45 هريفنا
- 0.65 هريفنا
- 0.70 هريفنا
- 0.80 هريفنا
- 1.00 هريفنا
- 1.25 هريفنا
- 1.50 هريفنا
- 1.75 هريفنا
- 3.50 هريفنا

الطابع الذي كان ضمن الإصدار القياسي السادس كان ضمن إصدارات طوابع بريدية أوكرانية حملت قيمًا على شكل حروف من الأبجدية الأوكرانية، كان هذا يشير إلى نظام مؤقت للقيمة بسبب التضخم المفرط الذي كانت تعاني منه البلاد منذ أوائل التسعينيات بعد انهيار الاتحاد السوفيتي. فعوضا عن الأرقام التي تحدد قيمة الطابع برقم معين (مثل 10 أو 50 كوبيك)، فقد استعملت حروف أوكرانية، وهذا بسبب أن القيم متغيرة وأن هذه الحروف لم تكن تمثل قيمة ثابتة بالمعنى التقليدي. بدلاً من ذلك، كانت تمثل فئة سعرية أو تعرفة بريدية محددة في ذلك الوقت.
وهكذا فقد كان يصدر تعديل دوري نظرًا للتضخم السريع، وقد كانت قيمة هذه الفئات السعرية التي تمثلها الحروف تتغير دوريا (أسبوعيًا في بعض الأحيان) لمواكبة تقلبات سعر الصرف مقابل الدولار الأمريكي وتكاليف البريد المتزايدة. كذلك كان استخدام الحروف أسهل وأسرع من إعادة طباعة طوابع جديدة بأرقام مختلفة كل فترة قصيرة، وكان يعلن عن قيمة كل حرف بالعملة المحلية (الكاربوفانيتس الأوكراني ثم الهريفنيا الأوكرانية) دوريا. مثلا قد يمثل الطابع الذي يحمل الحرف "А" قيمة معينة للرسائل المحلية العادية، بينما يمثل الطابع الذي يحمل الحرف "Б" قيمة أعلى للرسائل المسجلة أو المرسلة إلى وجهات أبعد.
استخدام هذا النظام بين عامي 1994 و1996 حتى استقر الوضع الاقتصادي وأدخلت العملة الوطنية الجديدة، (الهريفنيا الأوكرانية) (₴)، في عام 1996. بعد ذلك، بدأت الطوابع تحمل قيمًا رقمية ثابتة بالهريفنيا والكوبيك (الوحدة الأصغر للهريفنيا).
لذلك، فإن الحروف الأوكرانية على طوابع لم تكن مجرد رموز عشوائية، بل كانت نظامًا عمليًا مؤقتًا لتحديد قيمة الطوابع في ظل الظروف الاقتصادية الصعبة التي مرت بها أوكرانيا في تلك الفترة.
طُبعت كل الطوابع في مؤسسة "دار الطباعة الأوكراني" المملوكة للدولة.

## قائمة الطوابع التذكارية
| التسلسل في الكتالوج | الصورة | الوصف والمصادر | القيمة           | تاريخ طرحها للتداول | كمية الإصدار | المصمم                         |
| --- | ------ | --- | ---------------- | ------------------- | ------------ | ------------------------------ |
| رقم 488 (Mi #548) رقم 489 (Mi #495) رقم 490 (Mi #550) |        | طوابع متجاورة: «الحكايات الشعبية الأوكرانية» - المعزة ديريزا - ثور القش - الثعلب واللقلق (أو الثعلب والكركي) | 0,45 هريفنا      | 17 يناير 2003 م     | 500٬000      | كوست لافرو                     |
| رقم 491 (Mi #551) |        | التزلج السريع | 0,65 هريفنا      | 24 يناير 2003 م     | 500٬000      | فاليري يفتوشينكو               |
| رقم 492 (Mi #552) رقم 493 (Mi #553) رقم 494 (Mi #554) رقم 495 (Mi #555) |        | طوابع متجاورة: «تاريخ الجيش في أوكرانيا» - الحروب مع القوط في القرن الرابع. - التحالف مع الهون في القرن الخامس. - بعثات إلى البلقان في القرن السادس. - غزو الآفار في القرن السادس. | 0,45 هريفنا      | 7 فبراير 2003 م     | 300٬000      | لوغفين                         |
| رقم 496 (Mi #556) رقم 497 (Mi #557) |        | طابعان متجاوران: «صناعة السفن في أوكرانيا» - الباخرة «غروزني» - السفينة «أوديسا» | 1,00 гривня      | 14 فبراير 2003 م    | 500٬000      | فاليري رودينكو                 |
| رقم 498 (Mi #558) |        | ميكولا آركاس (1853—1909) | 0,45 هريفنا      | 21 فبراير 2003 م    | 300٬000      | ناتاليا ميخائيليتشنكو          |
| رقم 499 (Mi #559) رقم 500 (Mi #560) رقم 501 (Mi #561) |        | ورقة طوابع تذكارية: «منتزه يافوريف الوطني الطبيعي» - قرلى مألوف (Alcedo atthis (L)) - خف السيدة (Cypripedium calceolus) - أبو الوشي الصغير (Eudia pavonia (L)) | 1,00 1,50 هريفنا | 3 مارس 2003 م       | 50٬000       | كوزنيتسوف غينادي يوخيموفيتش    |
| رقم 502 (Mi #562) رقم 503 (Mi #563) |        | طابعان متجاوران: «أوروبا»: فن الملصقات | 1,75 هريفنا      | 21 مارس 2003 م      | 150٬000      | شتانكو أوليكسي فولوديميروفيتش  |
| رقم 504 (Mi #564) |        | سلسلة «مصممي الصواريخ»: الكسندر دميترييفيتش زاسيادكو (1779—1837) | 0,45 هريفنا      | 11 أبريل 2003 م     | 250٬000      | فاسيل فاسيلينكو                |
| رقم 505 (Mi #565) |        | سلسلة «مصممي الصواريخ»: قسطنطين قسطنطينوف (1817—1871) | 0,65 هريفنا      | 11 أبريل 2003 م     | 250٬000      | فاسيل فاسيلينكو                |
| رقم 506 (Mi #566) |        | سلسلة «مصممي الصواريخ»: فالونتين غلوشكو (1908—1989) | 0,70 هريفنا      | 11 أبريل 2003 م     | 250٬000      | فاسيل فاسيلينكو                |
| رقم 507 (Mi #567) |        | سلسلة «مصممي الصواريخ»: فلاديمير تشيلومي (1914—1984) | 0,80 هريفنا      | 11 أبريل 2003 م     | 250٬000      | فاسيل فاسيلينكو                |
| رقم 508 (Mi #568) |        | جمعية الصليب الأحمر الأوكرانية | 0,45 هريفنا      | 18 أبريل 2003 م     | 500٬000      | فاسيل فاسيلينكو                |
| رقم 509 (Mi #569) |        | مقاطعة دنيبروبتروفسك | 0,45 هريفنا      | 21 أبريل 2003 م     | 250٬000      | كالميكوف أوليكساندر فيدوروفيتش |
| رقم 510 (Mi #570) |        | مقاطعة لفيف | 0,45 هريفنا      | 8 مايو 2003 م       | 500٬000      | كالميكوف أوليكساندر فيدوروفيتش |
| رقم 511 (Mi #571) |        | سلسلة «هيتمان أوكرانيا»: كيريل رازوموفسكي | 0,45 هريفنا      | 22 مايو 2003 م      | 250٬000      | لوغفين                         |
| رقم 512 (Mi #572) |        | سلسلة «هيتمان أوكرانيا»: إيفان سكوروبادسكي | 0,45 هريفنا      | 22 مايو 2003 م      | 250٬000      | لوغفين                         |
| رقم 513 (Mi #573) |        | ورقة طوابع تذكارية: «فلاديمير مونوماخ» | 3,50 هريفنا      | 28 مايو 2003 م      | 100٬000      | كاترينا شتانكو                 |
| رقم 514 (Mi #574) رقم 515 (Mi #575) رقم 516 (Mi #576) رقم 517 (Mi #577) رقم 518 (Mi #578) رقم 519 (Mi #579) رقم 520 (Mi #580) رقم 521 (Mi #581) رقم 522 (Mi #582) رقم 523 (Mi #583) رقم 524 (Mi #584) رقم 525 (Mi #585) |        | ورقة طوابع صغيرة (Q3650651) «طيور البوم في أوكرانيا» - بوهة (بومة الأورال) (Bubo bubo) - البوهة الأوراسية (Strix uralensis) - البومة السمراء (Strix aluco) - البومة الرمادية (Strix nebulosa) - الحَنَمَة (Glaucidium passerinum) - بومة تنغمالم (Aegolius funereus) - الثبج الأوراسي (Otus scops) - بومة أم قويق (Athene noctua) - هامة (Tyto alba) - بومة أذناء (Asio otus) - بومة صمعاء (Asio flammeus) - بومة الصقر الشمالية (Surnia ulula) | 0,45 هريفنا      | 20 يونيو 2003 م     | 150٬000      | أوليكساندر ليغكوبيت            |
| رقم 526 (Mi #586) |        | ألكسندر ميشوغا (1853—1922) | 0,45 هريفنا      | 20 يونيو 2003 م     | 220٬000      | فاسيل فاسيلينكو                |
| رقم 528 (Mi #588) |        | سلسلة «كييف في عيون الفنانين»: - منظر طبيعي لبوديل من شيكافيتسيا. أواخر أربعينيات القرن التاسع عشر. ميخائيل ساجين | 0,45 هريفنا      | 18 يوليو 2003 م     | 200٬000      | أوكسانا تيرنافسكا              |
| رقم 529 (Mi #589) |        | سلسلة «كييف في عيون الفنانين»: - بقايا دير القديسة إيرينا. عام 1846. ميخائيل ساجين | 0,45 هريفنا      | 18 يوليو 2003 م     | 200٬000      | أوكسانا تيرنافسكا              |
| رقم 530 (Mi #590) |        | سلسلة «كييف في عيون الفنانين»: - منظر للمدينة القديمة من وادي ياروسلافوف. 1854. جورج فيلهلم تيم (فاسيلي تيم) | 0,45 هريفنا      | 18 يوليو 2003 م     | 200٬000      | أوكسانا تيرنافسكا              |
| رقم 531 (Mi #591) |        | سلسلة «كييف من خلال عيون الفنانين»: - دير كييف-بيشيرسك. كاتدرائية الصعود. 1857. جورج فيلهلم تيم (فاسيلي تيم) | 0,45 هريفنا      | 18 يوليو 2003 م     | 200٬000      | أوكسانا تيرنافسكا              |
| رقم 532 (Mi #592) رقم 533 (Mi #593) |        | طابعان متجاوران: «عيد المكابيين، عيد تفاح المخلص [خطأ: تحقق من وسيط ورمز اللغة] (تجلي المسيح)» | 0,45 هريفنا      | 25 يوليو 2003 م     | 200٬000      | فاليري يفتوشينكو               |
| رقم 534 (Mi #594) |        | بوريس هميريا (1903—1969) | 0,45 هريفنا      | 5 أغسطس 2003 م      | 150٬000      | Лариса Корень                  |
| رقم 535 (Mi #595) رقم 536 (Mi #596) |        | ورقة طوابع تذكارية: «دير مانيافا» | 1,25 هريفنا      | 15 أغسطس 2003 م     | 100٬000      | كوست لافرو                     |
| رقم 537 (Mi #597) |        | إيفباتوريا — 2500 | 0,45 هريفنا      | 29 أغسطس 2003 م     | 500٬000      | فاسيل فاسيلينكو                |
| رقم 538 (Mi #598) رقم 539 (Mi #599) |        | طابعان متجاوران: إصدار مشترك بين أوكرانيا وإستونيا. «الطريق من الفارانجيين إلى اليونانيين» (طابعان): - السلاف على متن سفينة حربية - هبوط البحارة الإسكندنافيين | 0,80 هريفنا      | 17 سبتمبر 2003 م    | 99٬000       | أوكسانا تيرنافسكا، جان سار     |
| رقم 540 (Mi #600) |        | مقاطعة خملنيتسكي | 0,45 هريفنا      | 26 سبتمبر 2003 م    | 250٬000      | كالميكوف أوليكساندر فيدوروفيتش |
| رقم 541 (Mi #601) |        | مقاطعة ميكولايف | 0,45 هريفنا      | 4 أكتوبر 2003 م     | 250٬000      | كالميكوف أوليكساندر فيدوروفيتش |
| رقم 542 (Mi #602) |        | مقاطعة زاباروجيا | 0,45 هريفنا      | 11 أكتوبر 2003 م    | 250٬000      | كالميكوف أوليكساندر فيدوروفيتش |
| رقم 543 (Mi #603) |        | هريهوري كفيتكا-أوسنوفيانينكو. 1778—1843 | 0,45 هريفنا      | 14 نوفمبر 2003 م    | 150٬000      | كوزنيتسوف غينادي يوخيموفيتش    |
| رقم 544 (Mi #604) |        | هولودومور (1932-1933) | 0,45 هريفنا      | 21 نوفمبر 2003 م    | 100٬000      | كوست لافرو                     |
| رقم 545 (Mi #605) |        | عيد الميلاد | 0,45 هريفنا      | 25 نوفمبر 2003 م    | 200٬000      | ميكولا سافوفيتش كوتشوبي        |
| رقم 546 (Mi #606) |        | سنة سعيدة جديدة! | 0,45 هريفنا      | 25 نوفمبر 2003 م    | 220٬000      | كاترينا شتانكو                 |
| رقم 547 (Mi #607) رقم 548 (Mi #608) رقم 549 (Mi #609) رقم 550 (Mi #610) رقم 551 (Mi #611) رقم 552 (Mi #612) |        | ورقة طوابع تذكارية: «الملابس الشعبية الأوكرانية» | 0,45 هريفنا      | 19 ديسمبر 2003 م    | 100٬000      | ميكولا سافوفيتش كوتشوبي        |
| رقم 547 (Mi #607) رقم 548 (Mi #608) |        | طابعان متجاوران: «الملابس الشعبية الأوكرانية: مقاطعة خاركيف» - البشارة - يوم القديس أندراوس | 0,45 هريفنا      | 19 ديسمبر 2003 م    | 100٬000      | ميكولا سافوفيتش كوتشوبي        |
| رقم 549 (Mi #609) رقم 550 (Mi #610) |        | طابعان متجاوران: «الملابس الشعبية الأوكرانية: مقاطعة سومي» - وساطة الزواج - حفلة العزوبية | 0,45 هريفنا      | 19 ديسمبر 2003 م    | 100٬000      | ميكولا سافوفيتش كوتشوبي        |
| رقم 551 (Mi #611) رقم 552 (Mi #612) |        | طابعان متجاوران: «الملابس الشعبية الأوكرانية: مقاطعة دونيتسك» - أسبوع المرافع - مهرجان الحصاد | 0,45 هريفنا      | 19 ديسمبر 2003 م    | 100٬000      | ميكولا سافوفيتش كوتشوبي        |

## إصدارات الطوابع القياسية

### الإصدار الرابع (1995—2006)
أصدر الطابع التالي من ضمن الإصدار الرابع للطوابع القياسية:
| التسلسل في الكتالوج | الصورة | الوصف والمصادر                                                                           | القيمة | تاريخ طرحها للتداول | كيمة الإصدار | المصمم                   |
| ------------------- | ------ | ---------------------------------------------------------------------------------------- | ------ | ------------------- | ------------ | ------------------------ |
| رقم 96              |        | النقل الحضري: الحافلة سطحية التمديد الكهربائي من طراز يومز ت1 وفي الخلفية فندق أوكرانيا. | І      | 28 يناير 2003 م     | كمية كبيرة   | فاسيل إيفانوفيتش دفورنيك |

### الإصدار الخامس (2001—2006)
أصدرت الطوابع التالية من ضمن الإصدار الخامس للطوابع القياسية:
| التسلسل في الكتالوج | الصورة | الوصف والمصادر                       | القيمة      | تاريخ طرحها للتداول | كيمة الإصدار | المصمم                         |
| ------------------- | ------ | ------------------------------------ | ----------- | ------------------- | ------------ | ------------------------------ |
| رقم 437             |        | «خبازة»                              | 0,10 هريفنا | 27 يناير 2003 م     | كمية كبيرة   | كالميكوف أوليكساندر فيدوروفيتش |
| رقم 376             |        | «قمح»                                | Є (3,65)    | 27 يناير 2003 م     | كمية كبيرة   | كالميكوف أوليكساندر فيدوروفيتش |
| رقم 375             |        | «رباطية»                             | Ж (2,66)    | 28 يناير 2003 م     | كمية كبيرة   | كالميكوف أوليكساندر فيدوروفيتش |
| رقم 378             |        | «الرمح الثلاثي (Q2456851) مع السماء» | Р (10,84)   | 28 يناير 2003 م     | كمية كبيرة   | كالميكوف أوليكساندر فيدوروفيتش |
| رقم 374             |        | «دوار الشمس»                         | E (0,71)    | 17 أبريل 2003 م     | كمية كبيرة   | كالميكوف أوليكساندر فيدوروفيتش |
| رقم 454             |        | «ليلك»                               | C (0,80)    | 19 سبتمبر 2003 م    | كمية كبيرة   | كالميكوف أوليكساندر فيدوروفيتش |

### الإصدار السادس (2002—2006)
أصدرت الطوابع التالية من ضمن الإصدار السادس للطوابع القياسية:
| التسلسل في الكتالوج | الصورة | الوصف والمصادر | القيمة      | تاريخ طرحها للتداول | كيمة الإصدار | المصمم                         |
| ------------------- | ------ | -------------- | ----------- | ------------------- | ------------ | ------------------------------ |
| رقم 442             |        | «مخملية»       | 0,30 هريفنا | 17 أبريل 2003 م     | كمية كبيرة   | كالميكوف أوليكساندر فيدوروفيتش |
| رقم 470             |        | «قنطريون»      | 0,45 هريفنا | 17 أبريل 2003 م     | كمية كبيرة   | كالميكوف أوليكساندر فيدوروفيتش |
| رقم 527 (Mi #587)   |        | «بازلاء عطرية» | 0,65 هريفنا | 4 يوليو 2003 م      | كمية كبيرة   | كالميكوف أوليكساندر فيدوروفيتش |

## روابط خارجية
- Каталог продукції Укрпошти نسخة محفوظة 12 травня 2015 على موقع واي باك مشين.
- Поштовий міні-маркет